# Ciechosław
Ciechosław – staropolskie imię męskie, złożone z członów Ciecho- („uciecha, pociecha”) i -sław („sława”). Imię to mogło oznaczać „sławiący radość”. Zdrobnieniem jest Ciech, od którego bierze nazwę polskie miasto Cieszyn. Zob. też Ciesław, Cieszysław.
Ciechosław imieniny obchodzi 13 maja, 16 sierpnia i 4 grudnia.
Forma żeńska: Ciechosława.